# Ершов, Александр Васильевич
Александр Васильевич Ершов (Ершев, Ершёв)  (1818—1864) — офицер Российского императорского флота, участник Крымской войны, Обороны Севастополя, Георгиевский кавалер, капитан 2-го ранга.

## Биография
Александр Васильевич Ершов родился в 1818 году, происходил из дворян Санкт-Петербургской губернии. 8 октября 1828 года поступил кадетом в Морской корпус. 15 февраля 1835 года произведён в гардемарины.
В 1835 и 1836 годах проходил корабельную практику на линейных кораблях «Березина» и «Великий Князь Михаил», крейсировал в Балтийском море. 23 декабря 1836 года, после окончания обучения в Морском корпусе, произведён в мичманы. В 1837 году на шхуне «Метеор» перешёл из Архангельска в Кронштадт, в следующем году на той же шхуне крейсировал в Балтийском море. В 1839 году вновь совершил переход из Архангельска в Кронштадт, но уже на транспорте «Свирь». В том же году был переведён для дальнейшего прохождения службы на Черноморский флот.
В 1840 году на линейном корабле «Императрица Екатерина II» и шхуне «Вестовой» крейсировал у абхазских берегов. В 1841 и 1842 годах на пароходе «Северная Звезда» ходил из Севастополя в Константинополь и обратно. 19 апреля 1842 года произведён в лейтенанты. В 1844 году на корабле «Императрица Екатерина II» крейсировал у восточного берега Черного моря. В 1845—1849 годах находился при Николаевском порте. В 1850 году служил на линейном корабле «Храбрый». В 1851—1853 годах командовал транспортом «Ренни», плавал по черноморским портам, а 1854 году был в кампании на севастопольском рейде. Был награждён Знаком отличия беспорочной службы (XV лет).
С 13 сентября 1854 года лейтенант 36-го флотского экипажа Ершов состоял в гарнизоне Севастополя на 4-м отделении оборонительной линии, командуя 2-м бастионом. За отличие при отражении первой бомбардировки Севастополя в октябре 1854 года произведён 6 декабря 1854 года в капитан-лейтенанты и награждён орденом Святого Владимира 4-й степени с бантом.

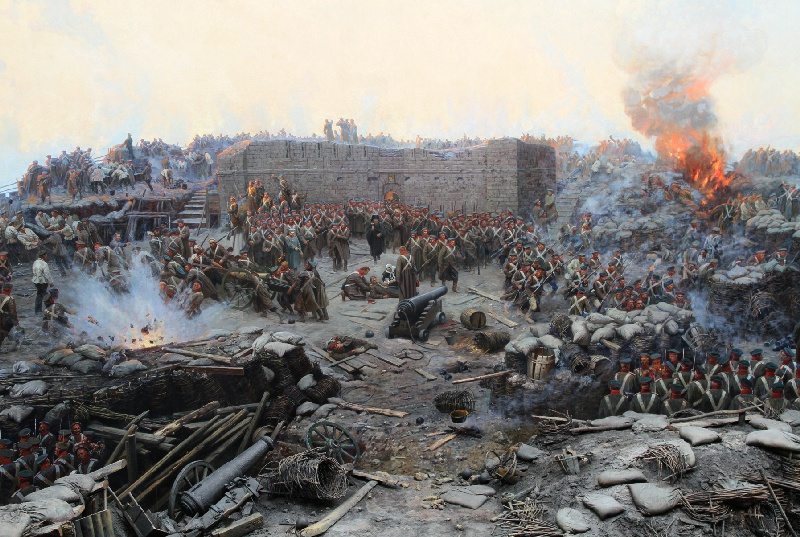
Оборона Севастополя (Франц Рубо)

Во время 2-й бомбардировки Севастополя, 28 марта 1855 года, был контужен и ранен ядром в ногу, но остался в строю. Начальник войск Корабельной стороны генерал-лейтенант С. А. Хрулёв представил к награждению Ершова орденом Святого Георгия 4-й степени, в представлении указывалось: «С первого дня бомбардирования (с 5 октября 1854 г.), командуя отдельным редутом (бастионом № 2), действием артиллерии сбил неприятельскую батарею, которая до сего времени не возобновлялась уже. 12 февраля, сосредоточивши огонь по наступающим в превосходных силах неприятельским колоннам на Волынский редут, он содействовал не только к отбитию приступа, но и к преследованию его нашими войсками. В настоящее время бомбардировки, действуя с своей батареи двумя орудиями противу французской 5-ти пушечной батареи на Сапун-горе, на третий день заставил упразднить эту батарею…». 26 апреля 1855 года Походная Дума Георгиевских кавалеров посчитала достойным Ершева данной награды. Высочайшим указом от 11 мая 1855 года Ершов был утвержден кавалером ордена Святого Георгия 4-й степени (№ 9598) «за подвиги примерной храбрости, оказываемой им при обороне Севастополя и в особенности при последнем десятидневном усиленном бомбардировании неприятелем сего города…».
26 мая 1855 года был вновь тяжело контужен от разрыва бомбы в обе ноги, в руку и голову. Был направлен на излечение в Николаевский морской госпиталь, далее в обороне Севастополя не участвовал. В 1857 году назначен командиром 14-го рабочего экипажа. В 1860 году поступил в 1-й сводный Черноморский флотский экипаж, 21 января 1861 года назначен «непременным асессором» — судебным чиновником комиссии военного суда при Николаевском порте. 1 января 1862 года произведён в капитаны 2-го ранга.
Умер Александр Васильевич Ершов 17 января 1864 года.

## Память
Имя Александра Васильевича Ершова увековечено на мраморной плите в верхней церкви собора Святого Равноапостольного князя Владимира, где нанесены имена 72 офицеров Морского ведомства, кавалеров ордена Святого Георгия с доблестью защищавших Отечество в период Крымской войны 1853—1856 годов.